# Hińkowce
Hińkowce – wieś na Ukrainie w rejonie czortkowskim należącym do obwodu tarnopolskiego. 
W II Rzeczypospolitej wieś w powiecie zaleszczyckim województwa tarnopolskiego. 
W czasie okupacji niemieckiej mieszkająca we wsi polska rodzina Linkiewiczów udzielała schronienia 14 Żydom. Genowefa Linkiewicz i Sławomir Linkiewicz zostali za to zamordowani przez ukraińskich nacjonalistów. W 2009 roku Instytut Jad Waszem podjął decyzję o przyznaniu Genowefie, Sławomirowi i Antoniemu Linkiewiczom oraz Annie Bujnowskiej z d. Linkiewicz tytułu Sprawiedliwych wśród Narodów Świata.
1 grudnia 1944 nacjonaliści ukraińscy z OUN-UPA zamordowali tutaj 30 Polaków.